# Eutropha careelensis
Eutropha careelensis är en tvåvingeart som beskrevs av Spencer 1986. Eutropha careelensis ingår i släktet Eutropha och familjen fritflugor. Inga underarter finns listade i Catalogue of Life.